# Madame (film)
Madame è un film del 2017 diretto da Amanda Sthers.
La pellicola, che si avvale di un cast internazionale, è la prima girata in lingua inglese dalla regista.

## Trama
L'americano Bob Fredericks e la sua seconda moglie Anne vivono da qualche tempo in un'enorme ed elegante villa di Parigi insieme ai loro due bambini. Il matrimonio è in crisi ed entrambi i coniugi mantengono parallelamente una relazione extraconiugale all'insaputa dell'altro. Anne (cioè Madame) è una donna frivola e superficiale che occupa le sue giornate tra ricevimenti e shopping, ignorando che il marito è pieno di debiti e il loro ricco tenore di vita potrebbe presto giungere al termine. Bob, per fronteggiare la situazione, cerca di vendere un quadro lasciatogli in eredità dal padre, che lui sostiene essere un autentico Caravaggio dal valore inestimabile.
Una sera, poco prima di una cena a cui Anne ha invitato ospiti dell'alta società, si presenta a casa Steven, il figlio di primo letto di Bob. Questi è un ragazzo scapestrato che sogna di fare lo scrittore, non ha un buon rapporto con la matrigna e si diverte a mettere scompiglio nella routine familiare. L'arrivo di Steven sconvolge i piani di Anne, che si ritrova ad avere una tavola con tredici commensali. Essendo molto superstiziosa, la donna obbliga la sua fidata domestica spagnola Maria a prendere parte alla cena fingendosi una ricca amica di famiglia. Steven coglie l'occasione per divertirsi e così convince uno degli invitati, il ricco commerciante d'arte britannico David Morgan, che Maria è in realtà una principessa asturiana.
Durante la cena, la personalità estrosa di Maria colpisce molto i commensali e in particolar modo David, che se ne innamora e comincia a corteggiarla senza sapere che in realtà la donna è una cameriera. I due intraprendono una relazione sentimentale che porta Maria a vivere un sogno da moderna Cenerentola, ma Anne guarda con invidia la felicità della sua governante. Bob convince la moglie a non svelare la verità a David, poiché l'uomo si sta occupando della perizia che valuterà il dipinto che egli spera di vendere, ma Anne mal sopporta la situazione tanto da farla diventare il suo chiodo fisso. L'unico a stimolare la relazione tra Maria e David è Steven, che trasforma la vicenda nel soggetto del suo nuovo libro.